# 首都高速1号上野線
首都高速1号上野線（しゅとこうそく1ごううえのせん）は、東京都中央区の江戸橋ジャンクション（JCT）で都心環状線と分岐し台東区の入谷出入口へ至る、首都高速道路の路線である。
1号上野線は江戸橋ジャンクションで都心環状線の京橋JCT方面と連絡しているのみであり、都心環状線の神田橋出入口方面・6号向島線方面とは連絡していない。1号上野線と連絡するルートが限られている上、中央環状線と接続していないため、交通量は少なくほとんど渋滞しない。
全線に渡り土曜夜22時から日曜朝7時まで、大型貨物自動車の通行は禁止されている。これは全線が週末の大型貨物乗入規制の基準である環七通りより内側にあり、かつ終点の入谷出入口も規制区域内のため。

## 路線概要
「都道首都高速1号線」は東京都台東区北上野を起点、大田区羽田旭町を終点とする21.9kmの路線であるが、このうち江戸橋ジャンクションと浜崎橋ジャンクションの間は首都高速都心環状線の路線呼称があり、江戸橋JCT以北が「首都高速1号上野線」、浜崎橋JCT以南は「首都高速1号羽田線」と呼ばれている。
1962年（昭和37年）12月20日に日本初の都市高速道路として開通した京橋出入口 - 芝浦出入口に引き続き、1963年（昭和38年）12月21日に既開通区間に接続して本町出入口から江戸橋JCTを経て都心環状線の京橋出入口まで、および羽田線の芝浦出入口と鈴ヶ森出入口の間が開通した。本町以北は1965年9月に着工され、1969年5月31日に開通した。首都高速1号上野線は全区間昭和通りの上部を高架構造で建設され、往復各2車線。本町出入口では、地下駐車場と一体構造で建設された。神田川の和泉橋付近以北は地下に日比谷線が並行する。地下鉄の躯体を地中梁で跨ぐ特殊構造となっており、一部の地中梁は日比谷線建設時に同時施工された。総武本線との交差部では、首都高速が鉄道（昭和橋架道橋）の下をくぐる。上野駅付近では権利関係の複雑な土地の買収を要した。日比谷線上野駅上部では躯体幅が大きく、土被りも浅かったため地中梁を設けることができず、地震時の荷重を各橋脚に分散するためのオイルダンパーを支承に設置した。

### 延伸計画
高速1号上野線は入谷出入口まで開通しているが、北へ延伸し中央環状線に接続する高速1号線（2期）の計画もある。同路線の足立区本木付近には、高速1号線（2期）と接続するジャンクションを建設するための準備施設が用意されている。しかし現在まで都市計画決定等はされておらず、具体的なルートや整備時期などの詳細は未定である。
1992年（平成4年）12月、首都高速道路公団（当時）は1号線延伸計画案を公表した。公共用地以外の場所は高さ20メートル程度の高架で高速道路を、その下にマンションを建設し、その土地の居住者には等価交換でマンションに入居してもらうという提案で、1995年（平成7年）頃の都市計画決定を目指していた。

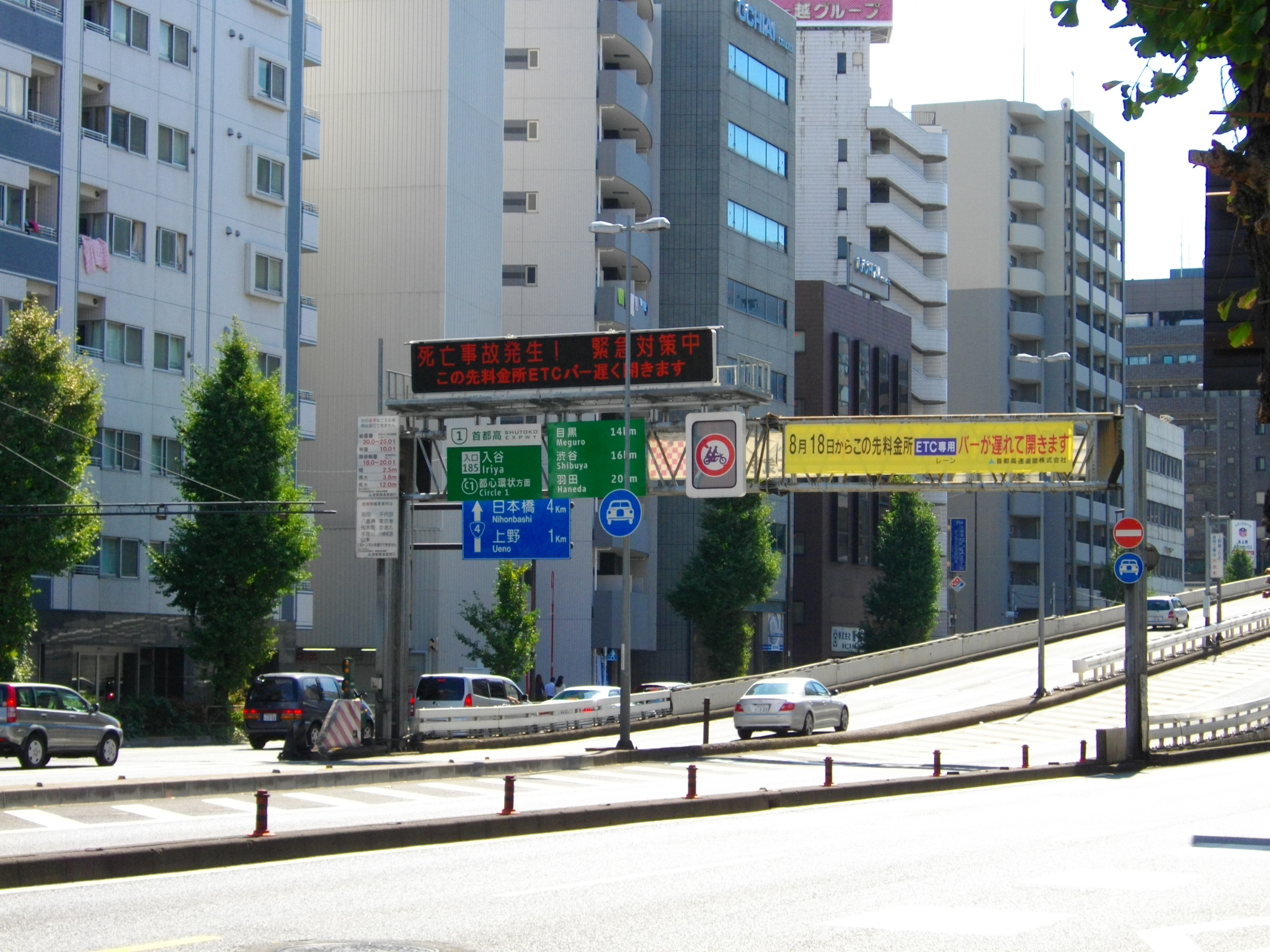
入谷出入口付近
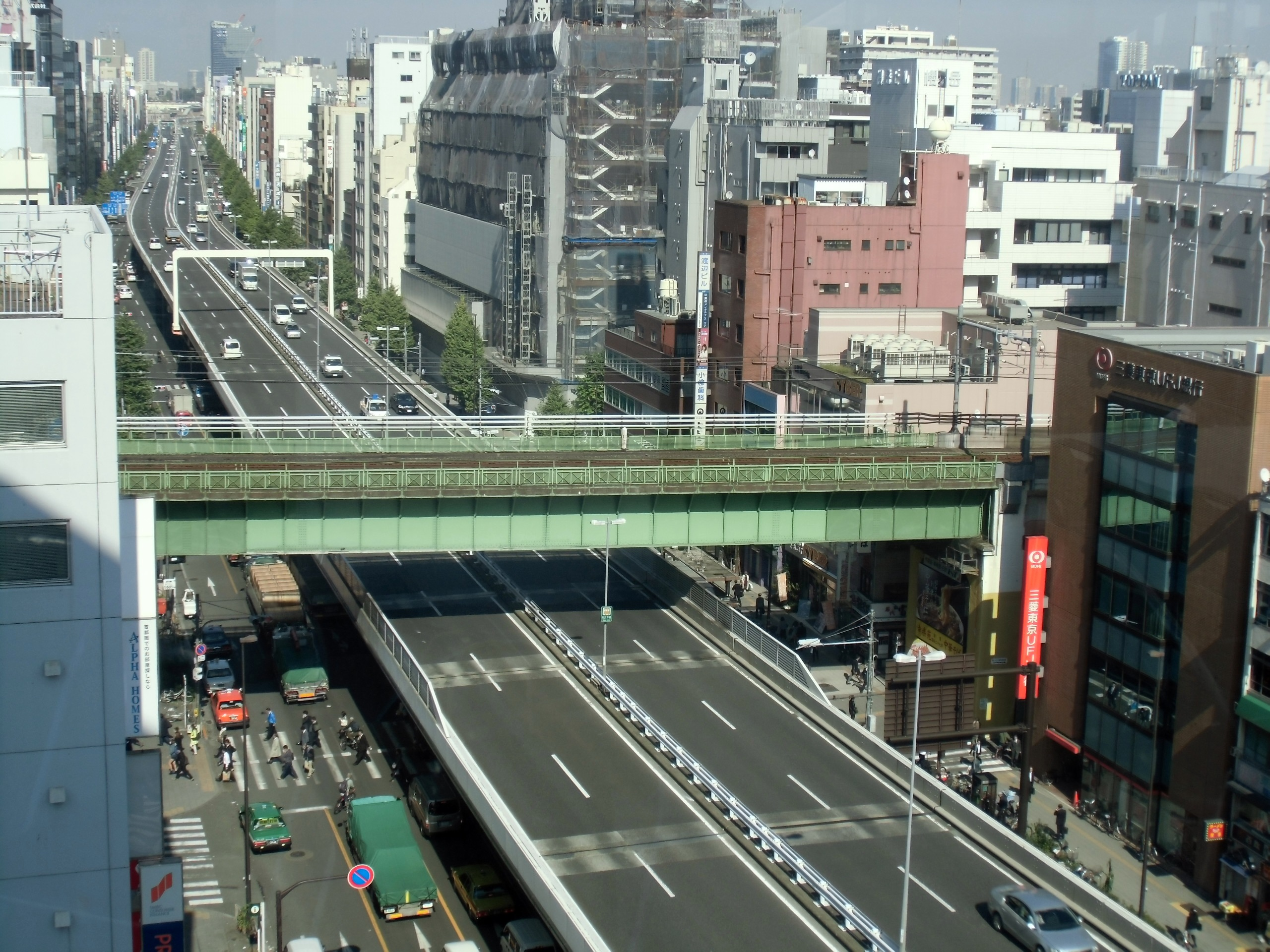
総武線との交差部
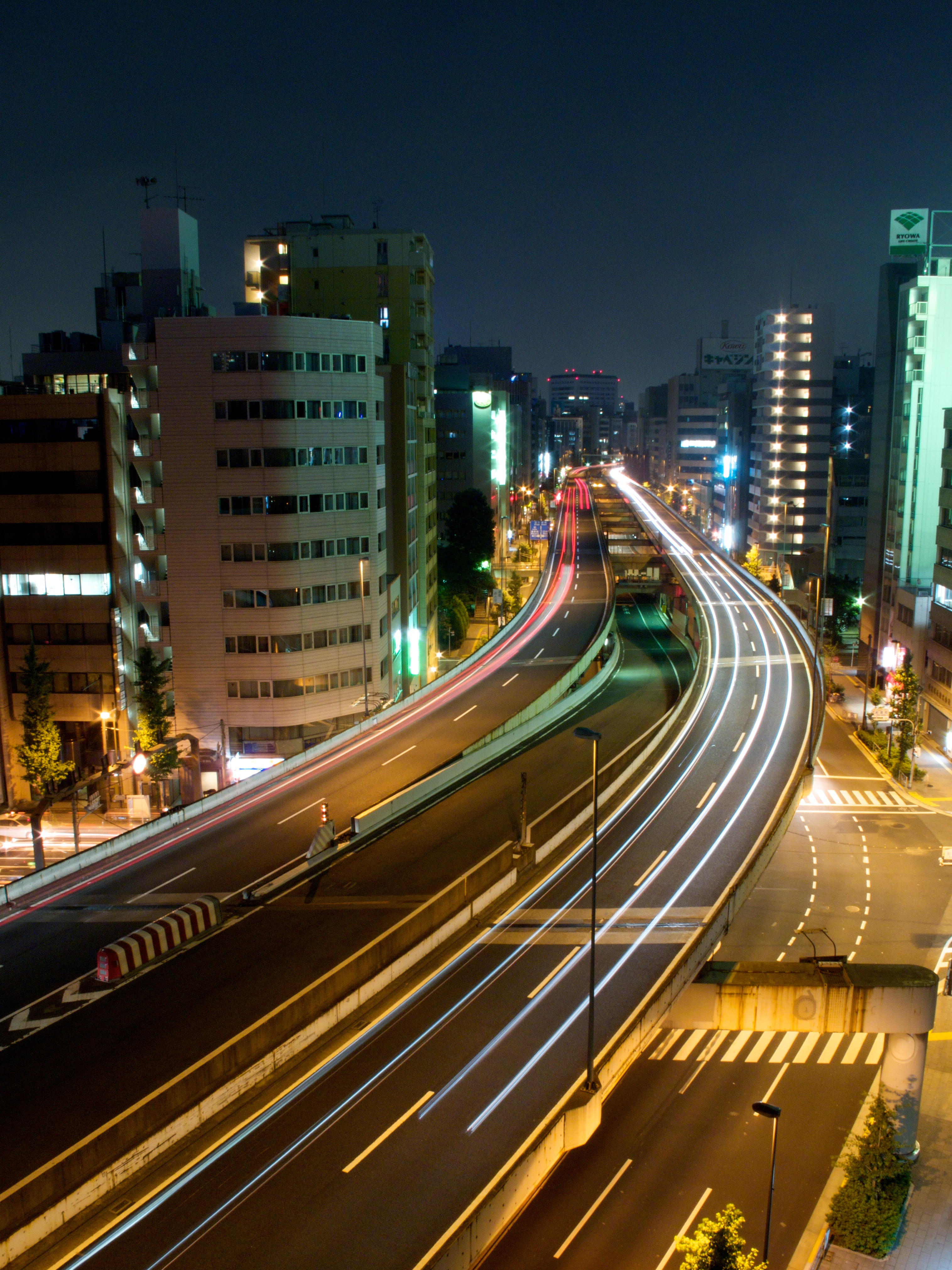
本町出入口付近

## 出入口など
- 全線東京都内に所在。

| 出入口 番号                  | 施設名     | 接続路線名                | 起点 から (km) | 備考                               | 所在地 |
| ---------------------------- | ---------- | ------------------------- | -------------- | ---------------------------------- | ------ |
| -                            | 江戸橋JCT  | 都心環状線 銀座・羽田方面 | 0.0            | 竹橋JCT方面・6号向島線と連絡しない | 中央区 |
| 181                          | 本町出入口 | 昭和通り                  | 0.2            | 銀座・羽田方面出入口               | 中央区 |
| 182                          | 本町出入口 | 国道4号（昭和通り）       | 1.0            | 上野・入谷方面出入口               | 中央区 |
| 183                          | 上野出入口 | 国道4号（昭和通り）       | 2.7            | 銀座・羽田方面出入口               | 台東区 |
| -                            | 北上野TB   | -                         |                | 銀座・羽田方面                     | 台東区 |
| 185                          | 入谷出入口 | 国道4号（昭和通り）       | 4.0            | 銀座・羽田方面出入口               | 台東区 |
| 高速1号線（2期）（広域道路） |            |                           |                |                                    |        |

## 特定料金区間
- 本町出入口→上野出入口・入谷出入口

## 年表
- 1963年（昭和38年）12月21日 : 江戸橋JCT - 本町出入口開通。
- 1969年（昭和44年）5月31日 : 本町出入口 - 入谷出入口開通、全線開通。
- 1992年（平成4年）12月23日 : 延伸計画を公表[4]。

## 交通量
24時間交通量（台）　道路交通センサス
| 区間                    | 平成17（2005）年度 | 平成22（2010）年度 | 平成27（2015）年度 |
| ----------------------- | ------------------ | ------------------ | ------------------ |
| 江戸橋JCT - 本町出入口  | 22,809             | 33,462             | 34,076             |
| 本町出入口 - 上野出入口 | 22,809             | 27,476             | 26,452             |
| 上野出入口 - 入谷出入口 | 22,809             | 19,552             | 18,583             |

（出典：「平成22年度道路交通センサス」・「平成27年度全国道路・街路交通情勢調査」（国土交通省ホームページ）より一部データを抜粋して作成）
- 令和2年度に実施予定だった交通量調査は、新型コロナウイルスの影響で延期された[5]。